# Yangyuan
Yangyuan (chinesisch 阳原县, Pinyin Yángyuán Xiàn) ist ein chinesischer Kreis der bezirksfreien Stadt Zhangjiakou in der Provinz Hebei. Er hat eine Fläche von 1.853 Quadratkilometern und zählt 258.086 Einwohner (Stand: Zensus 2010). Sein Hauptort ist die Großgemeinde Xicheng (西城镇).
Die paläolithischen Nihewan-Stätten (Nihewan yizhi qun 泥河湾遗址群) stehen seit 2001 auf der Liste der Denkmäler der Volksrepublik China (5-2).
Zu seinen Sehenswürdigkeiten zählen die Zaoxitang-Thermalquelle (Zaoxitang wenquan 澡洗塘温泉) und die Zhenzhu-Quelle (Zhenzhuquan 珍珠泉) sowie der buddhistische Jiufeng-Tempel (Jiufeng si 鹫峰寺).